# فريدريك ويليام لورد
فريدريك ويليام لورد (بالإنجليزية: Frederick William Lord)‏ هو سياسي أمريكي، ولد في 11 ديسمبر 1800 في لايم في الولايات المتحدة، وتوفي في 24 مايو 1860. نشط حزبياً في الحزب الديمقراطي. وقد انتخب عضو مجلس النواب الأمريكي.